# Guillermo Arriaga
Guillermo Arriaga (Cidade do México, 13 de março de 1958) é um escritor, cineasta, produtor cinematográfico e roteirista mexicano.
Licenciou-se em Ciências da Comunicação e em História. Além de Um doce aroma de morte, Guillermo Arriaga escreveu outros romances: O búfalo da noite, Esquadrão Guilhotina, O selvagem, Salvar o fogo,  assim como o livro de contos Retorno 201.

## Filmografia
Curta-metragens
- 1997 - Campeones sin límite, documentário (roteiro e direção)
- 2000 - Rogelio, ficção (roteiro e direção)
- 2001 - The Hire: Powder Keg, ficção (roteiro)
- 2008 - La hora cero, ficção (roteiro)
- 2010 - El pozo, ficção (roteiro)
- 2013 - Broken Night, ficção (roteiro)

Longa-metragens
- 2008 - The Burning Plain (roteiro e direção)
- 2007 - El búfalo de la noche (roteiro e produção)
- 2006 - Babel (roteiro)
- 2005 - The Three Burials of Melquiades Estrada (roteiro)
- 2003 - 21 gramas (roteiro e produtor associado)
- 2000 - Amores perros (roteiro e produtor associado)

## Prêmios e indicações
Foi indicado ao Oscar de melhor roteiro original por Babel. Pelo BAFTA também foi indicado por Babel, assim como 21 gramas. Foi premiado no Festival de Cannes em 2005 por The Three Burials of Melquiades Estrada.